# Mont Rungwe
Le mont Rungwe est un stratovolcan de Tanzanie situé dans le sud-ouest du pays, au nord du lac Malawi et couronné par une caldeira de quatre kilomètres de diamètre.

## Géologie
Formé il y a 2,5 millions d'années à la jonction méridionale entre les deux branches de la vallée du Grand Rift, sa dernière activité volcanique date probablement de l'Holocène.
Ses laves trachytes ont formé à son sommet des cratères d'explosion, des dômes et des cônes de lave peu colonisés par la végétation. Son flanc occidental est recouvert de matériaux déposés par une avalanche partie du sommet du volcan qui a ouvert une brèche dans la paroi de la caldeira tandis que son flanc Nord-Ouest présente des cônes et des coulées de lave basaltique.

## Biodiversité
Grâce à une pluviométrie supérieure à 3 000 millimètres par an sur les flancs sud-est du volcan (la plus forte du sud de la Tanzanie), une forêt tropicale de montagne s'est installée sur ses pentes entre 1 500 et 2 600 mètres d'altitude, au-delà desquels elle est remplacée par des alpages. Cette zone forestière, principalement formée d'éricacées, crée une ceinture ininterrompue autour du volcan d'autant plus remarquable qu'elle est le meilleur exemple de cet écosystème dans le sud du pays. Le classement en 1949 comme réserve forestière de la majorité de cette forêt, soit 13 652 hectares, a notamment été motivé par la présence d'un certain nombre d'espèces endémiques dont certaines sont menacées d'extinction comme le céphalophe d'Abbott.
Le volcan a donné son nom scientifique à une espèce de singe en danger, le kipunji, initialement classé dans le genre Lophocebus. Des études génétiques ont montré qu'il était plus proche des babouins et devait être classé dans un nouveau genre, Rungwecebus.